# Selección femenina de handball de Argentina
La Selección femenina de handball de Argentina es el equipo formado por jugadoras de nacionalidad argentina que representa a la Confederación Argentina de Handball en los torneos internacionales organizados por la Federación Internacional de Balonmano (IHF) o el Comité Olímpico Internacional (COI).
Es considerada una de las mejores selecciones femeninas del continente. Ha logrado un campeonato de América conquistado en 2009, siete subcampeonatos en 2003, 2005, 2007, 2011, 2013, 2017 y 2018 y el tercer puesto en 1999 y 2015. Además, fue campeona en los Juegos Suramericanos de 2006 y 2010.

## Historial

### Juegos Olímpicos
| Año Ciudad                                            | Ronda            | Posición     | PJ           | G            | E            | P            | GF           | GC           | DG           | Goleadora          | Arquera               |
| ----------------------------------------------------- | ---------------- | ------------ | ------------ | ------------ | ------------ | ------------ | ------------ | ------------ | ------------ | ------------------ | --------------------- |
| 1936 Berlín                                           | No participó     | No participó | No participó | No participó | No participó | No participó | No participó | No participó | No participó | No participó       | No participó          |
| No incluido en el programa olímpico desde 1948 a 1968 |                  |              |              |              |              |              |              |              |              |                    |                       |
| 1972 Múnich                                           | No participó     | No participó | No participó | No participó | No participó | No participó | No participó | No participó | No participó | No participó       | No participó          |
| 1976 Montreal                                         | No participó     | No participó | No participó | No participó | No participó | No participó | No participó | No participó | No participó | No participó       | No participó          |
| 1980 Moscú                                            | No participó     | No participó | No participó | No participó | No participó | No participó | No participó | No participó | No participó | No participó       | No participó          |
| 1984 Los Ángeles                                      | No participó     | No participó | No participó | No participó | No participó | No participó | No participó | No participó | No participó | No participó       | No participó          |
| 1988 Seúl                                             | No participó     | No participó | No participó | No participó | No participó | No participó | No participó | No participó | No participó | No participó       | No participó          |
| 1992 Barcelona                                        | No participó     | No participó | No participó | No participó | No participó | No participó | No participó | No participó | No participó | No participó       | No participó          |
| 1996 Atlanta                                          | No participó     | No participó | No participó | No participó | No participó | No participó | No participó | No participó | No participó | No participó       | No participó          |
| 2000 Sídney                                           | No participó     | No participó | No participó | No participó | No participó | No participó | No participó | No participó | No participó | No participó       | No participó          |
| 2004 Atenas                                           | No participó     | No participó | No participó | No participó | No participó | No participó | No participó | No participó | No participó | No participó       | No participó          |
| 2008 Pekín                                            | No participó     | No participó | No participó | No participó | No participó | No participó | No participó | No participó | No participó | No participó       | No participó          |
| 2012 Londres                                          | No participó     | No participó | No participó | No participó | No participó | No participó | No participó | No participó | No participó | No participó       | No participó          |
| 2016 Río de Janeiro                                   | Ronda preliminar | 12.ª de 12   | 5            | 0            | 0            | 5            | 101          | 145          | -44          | Manuela Pizzo (18) | Valentina Kogan (32%) |
| 2020 Tokio                                            | No participó     | No participó | No participó | No participó | No participó | No participó | No participó | No participó | No participó | No participó       | No participó          |
| Total                                                 | 1/14             |              | 5            | 0            | 0            | 5            | 101          | 145          | -44          |                    |                       |

### Campeonato Mundial
| Año    | Ronda            | Posición     | PJ           | G            | E            | P            | GF           | GC           | DG           | Goleadora              | Arquera               |
| ------ | ---------------- | ------------ | ------------ | ------------ | ------------ | ------------ | ------------ | ------------ | ------------ | ---------------------- | --------------------- |
| 1957   | No participó     | No participó | No participó | No participó | No participó | No participó | No participó | No participó | No participó | No participó           | No participó          |
| 1962   | No participó     | No participó | No participó | No participó | No participó | No participó | No participó | No participó | No participó | No participó           | No participó          |
| 1965   | No participó     | No participó | No participó | No participó | No participó | No participó | No participó | No participó | No participó | No participó           | No participó          |
| 1971   | No participó     | No participó | No participó | No participó | No participó | No participó | No participó | No participó | No participó | No participó           | No participó          |
| 1973   | No participó     | No participó | No participó | No participó | No participó | No participó | No participó | No participó | No participó | No participó           | No participó          |
| 1975   | No participó     | No participó | No participó | No participó | No participó | No participó | No participó | No participó | No participó | No participó           | No participó          |
| 1978   | No participó     | No participó | No participó | No participó | No participó | No participó | No participó | No participó | No participó | No participó           | No participó          |
| 1982   | No participó     | No participó | No participó | No participó | No participó | No participó | No participó | No participó | No participó | No participó           | No participó          |
| 1986   | No participó     | No participó | No participó | No participó | No participó | No participó | No participó | No participó | No participó | No participó           | No participó          |
| 1990   | No participó     | No participó | No participó | No participó | No participó | No participó | No participó | No participó | No participó | No participó           | No participó          |
| 1993   | No participó     | No participó | No participó | No participó | No participó | No participó | No participó | No participó | No participó | No participó           | No participó          |
| - 1995 | No participó     | No participó | No participó | No participó | No participó | No participó | No participó | No participó | No participó | No participó           | No participó          |
| 1997   | No participó     | No participó | No participó | No participó | No participó | No participó | No participó | No participó | No participó | No participó           | No participó          |
| - 1999 | Ronda preliminar | 24ª          | 5            | 0            | 0            | 5            | 52           | 180          | -128         | sin datos              | sin datos             |
| 2001   | No participó     | No participó | No participó | No participó | No participó | No participó | No participó | No participó | No participó | No participó           | No participó          |
| 2003   | Ronda preliminar | 22ª          | 5            | 0            | 0            | 5            | 74           | 171          | -97          | sin datos              | sin datos             |
| 2005   | Ronda preliminar | 20.ª         | 5            | 1            | 0            | 4            | 79           | 151          | -72          | Magdalena Decilio (17) | Valentina Kogan (30%) |
| 2007   | Copa Presidente  | 20.ª         | 6            | 2            | 0            | 4            | 124          | 158          | -34          | Sonia Meyer (17)       | Valentina Kogan (40%) |
| 2009   | Copa Presidente  | 19.ª         | 9            | 3            | 1            | 5            | 194          | 240          | -46          | Magdalena Decilio (41) | Valentina Kogan (35%) |
| 2011   | Copa Presidente  | 23ª          | 7            | 1            | 0            | 6            | 124          | 172          | -48          | Luciana Mendoza (25)   | Valentina Kogan (37%) |
| 2013   | Copa Presidente  | 19.ª         | 7            | 2            | 0            | 5            | 154          | 187          | -33          | Luciana Mendoza (28)   | Marisol Carratú (35%) |
| 2015   | Copa Presidente  | 18.ª         | 7            | 2            | 0            | 5            | 144          | 169          | -25          | Elke Karsten (22)      | Valentina Kogan (33%) |
| 2017   | Copa Presidente  | 23ª          | 7            | 1            | 0            | 6            | 156          | 220          | -64          | Luciana Salvadó (28)   | Marisol Carratú (23%) |
| 2019   | Copa Presidente  | 16.ª         | 7            | 2            | 0            | 5            | 177          | 197          | -20          | Elke Karsten (46)      | Leila Niño (33%)      |
| 2021   | Ronda principal  | 21.ª         | 6            | 2            | 0            | 4            | 148          | 165          | -17          | Elke Karsten (43)      | Marisol Carratú (33%) |
| Total  | 11/25            |              | 71           | 16           | 1            | 54           | 1426         | 2010         | -584         |                        |                       |

### Juegos Panamericanos
| Edición | Sede                | Ronda                                          | Posición                                       | PJ                                             | G                                              | E                                              | P                                              | GF                                             | GC                                             | DG                                             | Goleadora                                      | Arquera                                        |
| ------- | ------------------- | ---------------------------------------------- | ---------------------------------------------- | ---------------------------------------------- | ---------------------------------------------- | ---------------------------------------------- | ---------------------------------------------- | ---------------------------------------------- | ---------------------------------------------- | ---------------------------------------------- | ---------------------------------------------- | ---------------------------------------------- |
| X       | Indianápolis 1987   | Ronda preliminar                               | 5.ª                                            | 4                                              | 0                                              | 0                                              | 4                                              | 28                                             | 93                                             | -65                                            | sin datos                                      | sin datos                                      |
| XI      | La Habana 1991      | El balonmano no se disputó en la rama femenina | El balonmano no se disputó en la rama femenina | El balonmano no se disputó en la rama femenina | El balonmano no se disputó en la rama femenina | El balonmano no se disputó en la rama femenina | El balonmano no se disputó en la rama femenina | El balonmano no se disputó en la rama femenina | El balonmano no se disputó en la rama femenina | El balonmano no se disputó en la rama femenina | El balonmano no se disputó en la rama femenina | El balonmano no se disputó en la rama femenina |
| XII     | Mar del Plata 1995  | Ronda preliminar                               | 5.ª                                            | 4                                              | 0                                              | 0                                              | 4                                              | 61                                             | 90                                             | -29                                            | Mónica Sánchez (17)                            | sin datos                                      |
| XIII    | Winnipeg 1999       | Ronda preliminar                               | 6.ª                                            | 6                                              | 1                                              | 0                                              | 5                                              | 120                                            | 138                                            | -18                                            | sin datos                                      | sin datos                                      |
| XIV     | Santo Domingo 2003  | Final                                          | 2ª                                             | 7                                              | 4                                              | 1                                              | 2                                              | 170                                            | 178                                            | -8                                             | sin datos                                      | sin datos                                      |
| XV      | Río de Janeiro 2007 | Semifinal                                      | 3ª                                             | 5                                              | 4                                              | 0                                              | 1                                              | 142                                            | 111                                            | +31                                            | sin datos                                      | sin datos                                      |
| XVI     | Guadalajara 2011    | Final                                          | 2ª                                             | 5                                              | 4                                              | 0                                              | 1                                              | 121                                            | 111                                            | +10                                            | sin datos                                      | sin datos                                      |
| XVII    | Toronto 2015        | Final                                          | 2ª                                             | 5                                              | 3                                              | 0                                              | 2                                              | 122                                            | 101                                            | +21                                            | Luciana Mendoza (30)                           | Valentina Kogan (34%)                          |
| XVIII   | Lima 2019           | Final                                          | 2ª                                             | 5                                              | 4                                              | 0                                              | 1                                              | 157                                            | 90                                             | +67                                            | Elke Karsten (28)                              | Nadia Bordón (51%)                             |
| Total   | Total               | 8/8                                            |                                                | 41                                             | 20                                             | 1                                              | 20                                             | 921                                            | 912                                            | +9                                             |                                                |                                                |

### Campeonato Panamericano
- 1986 - 4° puesto
- 1989 - No participó
- 1991 - 4° puesto
- 1997 - 4° puesto
- 1999 -  3° lugar
- 2000 - 4° puesto
- 2003 -  Subcampeona
- 2005 -  Subcampeona
- 2007 -  Subcampeona
- 2009 -  Campeona
- 2011 -  Subcampeona
- 2013 -  Subcampeona
- 2015 -  3° lugar
- 2017 -  Subcampeona
- 2018 -  Subcampeona

### Juegos Suramericanos

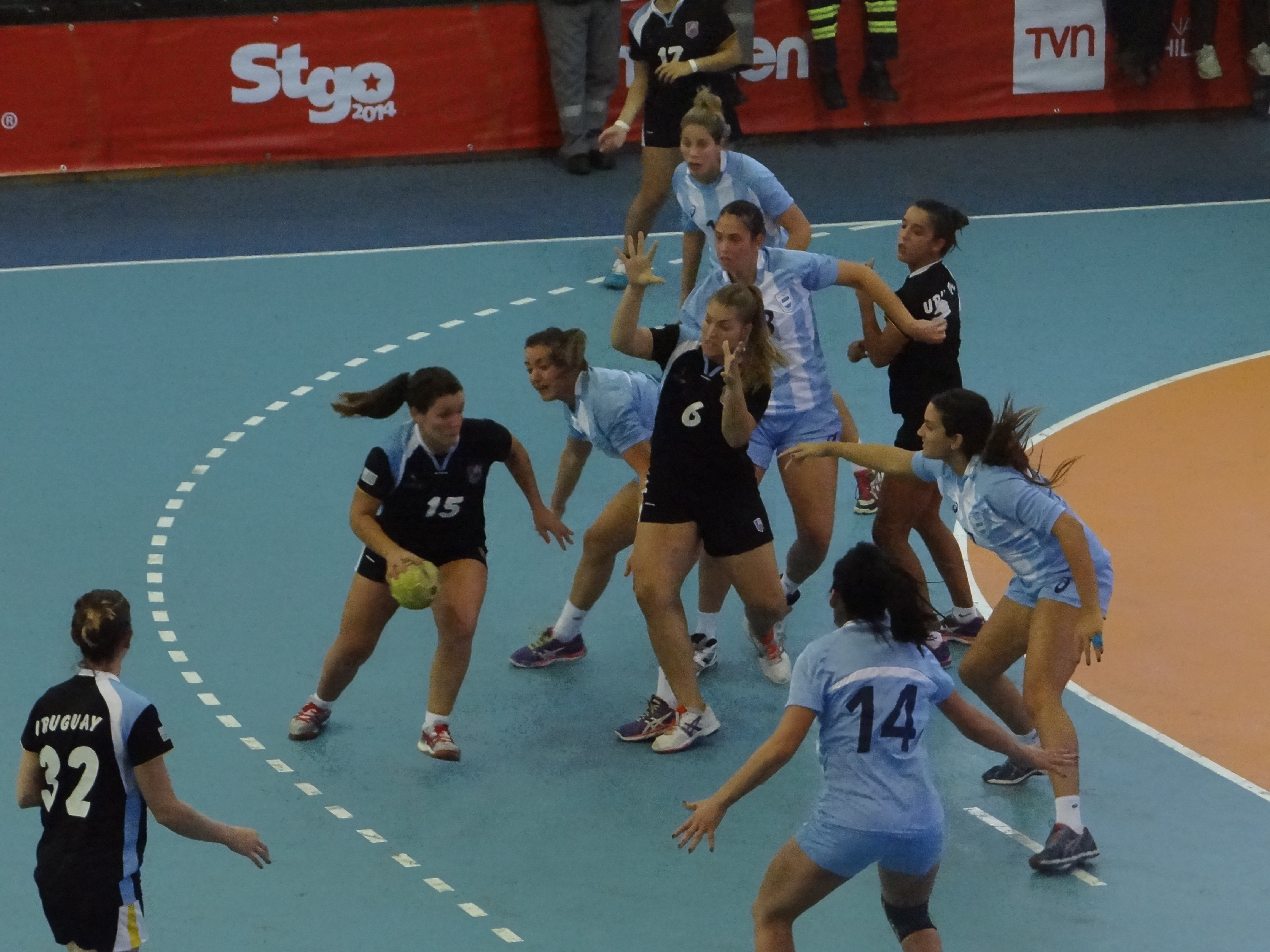
Argentina vs Uruguay, Juegos Suramericanos de Chile (2014)

- 2002 -  Subcampeona
- 2006 -  Campeona
- 2010 -  Campeona
- 2014 -  Subcampeona
- 2018 -  Subcampeona

## Palmarés
Juegos Panamericanos
- : 2003, 2011, 2015,[4] 2019

- : 2007

Campeonato Panamericano
- : 2009

- : 2003, 2005, 2007, 2011, 2013, 2017,[5] 2018

- : 1999, 2015

Juegos Suramericanos
- : 2006, 2010

- : 2002, 2014, 2018

- : 2022

## Plantel de la última convocatoria mundial u olímpica
- 29 de noviembre al 17 de diciembre (Campeonato Mundial)[6]

| Dorsal | Jugadora           | Posición          | Fecha de nacimiento (edad) | Altura | Presencias Internacionales | Club                           |
| ------ | ------------------ | ----------------- | -------------------------- | ------ | -------------------------- | ------------------------------ |
| 1      | Marisol Carratú    | Arquera           | 15 de julio de 1986        | 1,76 m | 115                        | Elche                          |
| 2      | Sofia Rivadeneira  | Extremo Derecha   | 12 de marzo de 2003        | 1,73 m | 35                         | Elda                           |
| 3      | Martina Romero     | Central           | 18 de marzo de 2002        | 1,72 m | 30                         | Cultural Valladolid            |
| 5      | Manuela Pizzo      | Lateral Izquierda | 13 de noviembre de 1991    | 1,78 m | 151                        | Mariano Acosta                 |
| 6      | Ayelén García      | Extremo Derecha   | 13 de diciembre de 1999    | 1,66 m | 16                         | Club Deportivo Beti-onak       |
| 7      | Rocío Campigli     | Pivote            | 6 de agosto de 1994        | 1,70 m | 60                         | Málaga Costa del Sol           |
| 8      | Valentina Brodsky  | Pivote            | 9 de octubre de 1999       | 1,76 m | 4                          | River Plate                    |
| 9      | Luciana Mendoza    | Lateral Derecha   | 14 de marzo de 1990        | 1,70 m | 184                        | Pessac                         |
| 12     | Fátima Ayelén      | Arquera           | 21 de mayo de 1995         | 1,81 m | 11                         | Balonmano Porriño              |
| 13     | Giuliana Gavilán   | Pivote            | 7 de marzo de 1996         | 1,76 m | 54                         | Super Amara Bera Bera          |
| 16     | Leila Niño         | Arquera           | 23 de octubre de 1992      | 1,67 m | 31                         | River Plate                    |
| 17     | Malena Cavo        | Lateral Derecha   | 2 de abril de 1999         | 1,69 m | 27                         | Super Amara Bera Bera          |
| 19     | Valentina Learreta | Extremo Izquierda | 30 de junio de 2000        | 1,69 m | 4                          | Soliss BM Pozuelo de Calatrava |
| 21     | Macarena Gandulfo  | Lateral Izquierda | 3 de noviembre de 1993     | 1,75 m | 102                        | CSM Corona Brașov              |
| 22     | Elke Karsten       | Lateral Izquierda | 15 de mayo de 1995         | 1,77 m | 105                        | Super Amara Bera Bera          |
| 24     | Carolina Bono      | Central           | 14 de Julio de 2000        | 1,67 m | 0                          | Balonmano Porriño              |
| 25     | Micaela Casasola   | Central           | 17 de marzo de 1997        | 1,75 m | 62                         | Balonmano Porriño              |
| 26     | Lucía Dalle Crode  | Extremo Izquierda | 4 de diciembre de 1998     | 1,62 m | 38                         | Estudiantes de La Plata        |
|        |                    | Promedio          | 26,8 años                  | 1,72 m |                            |                                |